# Jean-Pierre Rateau
Pour les articles homonymes, voir Pierre Rateau et Rateau.
Pour l’article ayant un titre homophone, voir Râteau.
Jean-Pierre Lamotte-Rateau, plus connu sous le nom de Rateau, né le 24 avril 1800 à Aubeterre-sur-Dronne et mort à Bordeaux le 22 mars 1887, est un homme politique français.

Il est surtout connu, en tant que représentant de la Charente, pour la « proposition Rateau », qui prévoyait la dissolution de l'Assemblée constituante de 1848 et qui fut adoptée en janvier 1849.

## Biographie

### Du barreau de Bordeaux à l'Assemblée constituante
Après des études de droit à la faculté de Toulouse et à celle de Paris, Rateau fut reçu avocat au barreau de Bordeaux en 1824. 

Libéral, faisant partie, sous la Monarchie de Juillet, de l'opposition dynastique réformiste, il fut élu conseiller général de la Gironde.

Élu représentant du peuple à l'Assemblée nationale constituante en avril 1848, il siégea parmi la droite, votant avec elle contre l'abolition de la peine de mort, contre le droit au travail, pour l'interdiction des clubs et pour l'expédition de Rome.

### La proposition Rateau

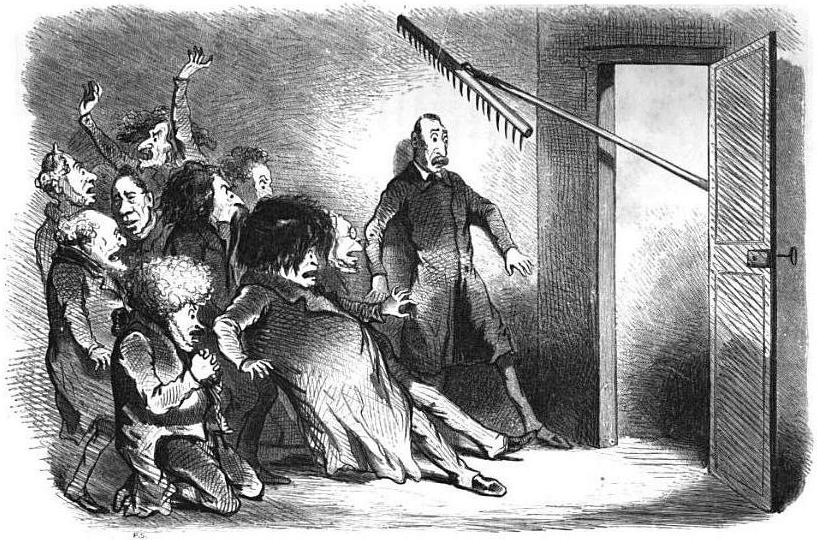
La proposition Rateau (janvier 1849), vue par Cham.

Après l'élection de Louis-Napoléon Bonaparte à la présidence de la république et la mise en place du gouvernement Odilon Barrot (20 décembre 1848), le parti de l'Ordre souhaitait profiter de son état de grâce et se débarrasser de ceux des représentants républicains, alors majoritaires, qui s'opposaient au gouvernement de droite. Il voulait donc la dissolution rapide - avant même la rédaction des lois organiques - de l'Assemblée constituante, et l'élection d'une Assemblée législative.
Rateau fut ainsi chargé de déposer une proposition demandant la dissolution de la Constituante et fixant l'élection de la nouvelle Assemblée au 29 mars. Appuyée par le gouvernement, la proposition Rateau fut combattue par des républicains comme Alphonse de Lamartine, Adolphe Billault et Jules Grévy, qui estimaient que la tâche de la Constituante n'était pas terminée. Grévy déclara : « Pourquoi veut-on la prompte dissolution de l'Assemblée ? Parce qu'au fond elle est républicaine ; parce qu'elle ne veut plus marcher à la suite de la réaction. [...] Pourquoi l'Assemblée ne veut-elle pas se séparer avant d'avoir voté les lois organiques ? Justement parce que les monarchiens de toutes les couleurs demandent sa dissolution ; justement parce qu'elle représente la République dans le pouvoir, et qu'il faut à tout prix que la République soit conservée ».
Les monarchistes, dont le représentant Desèze se fit le parte-parole, justifièrent la proposition Rateau en affirmant que les lois organiques n'étaient pas du ressort de la Constituante. Le représentant catholique Charles de Montalembert résuma quant à lui la situation sans détour : « Une fraction, dit-il, veut s'en aller. Elle veut s'en aller à tout prix, par beaucoup de bonnes raisons, et entre autres, parce qu'elle est sûre de revenir. Une seconde fraction veut rester à tout prix pour de très-bonnes raisons, et entre autres, parce qu'elle est à peu près sûre de ne pas revenir ».
Vivement discutée dès le 12 janvier 1849, la proposition fut définitivement adoptée, moyennant un amendement de Victor Lanjuinais, le 29 janvier suivant.

### À l'Assemblée législative
Ce procédé facilita la victoire de la droite aux élections de mai 1849 qui envoyèrent une majorité conservatrice et monarchiste, dont Rateau faisait partie, à l'Assemblée législative. Rateau continua à voter avec la droite, pour la loi Falloux et pour la loi du 31 mai 1850 limitant le suffrage universel. Lors de la crise survenue entre la majorité et le prince-président au sujet de la révision de la Constitution demandée par ce dernier, Rateau prit parti contre Louis-Napoléon Bonaparte et se retira de la vie politique après le Coup d'État du 2 décembre 1851. Il reprit alors sa place au barreau de Bordeaux.